# Ordre de Bataille Wehrmachtu 1 września 1939

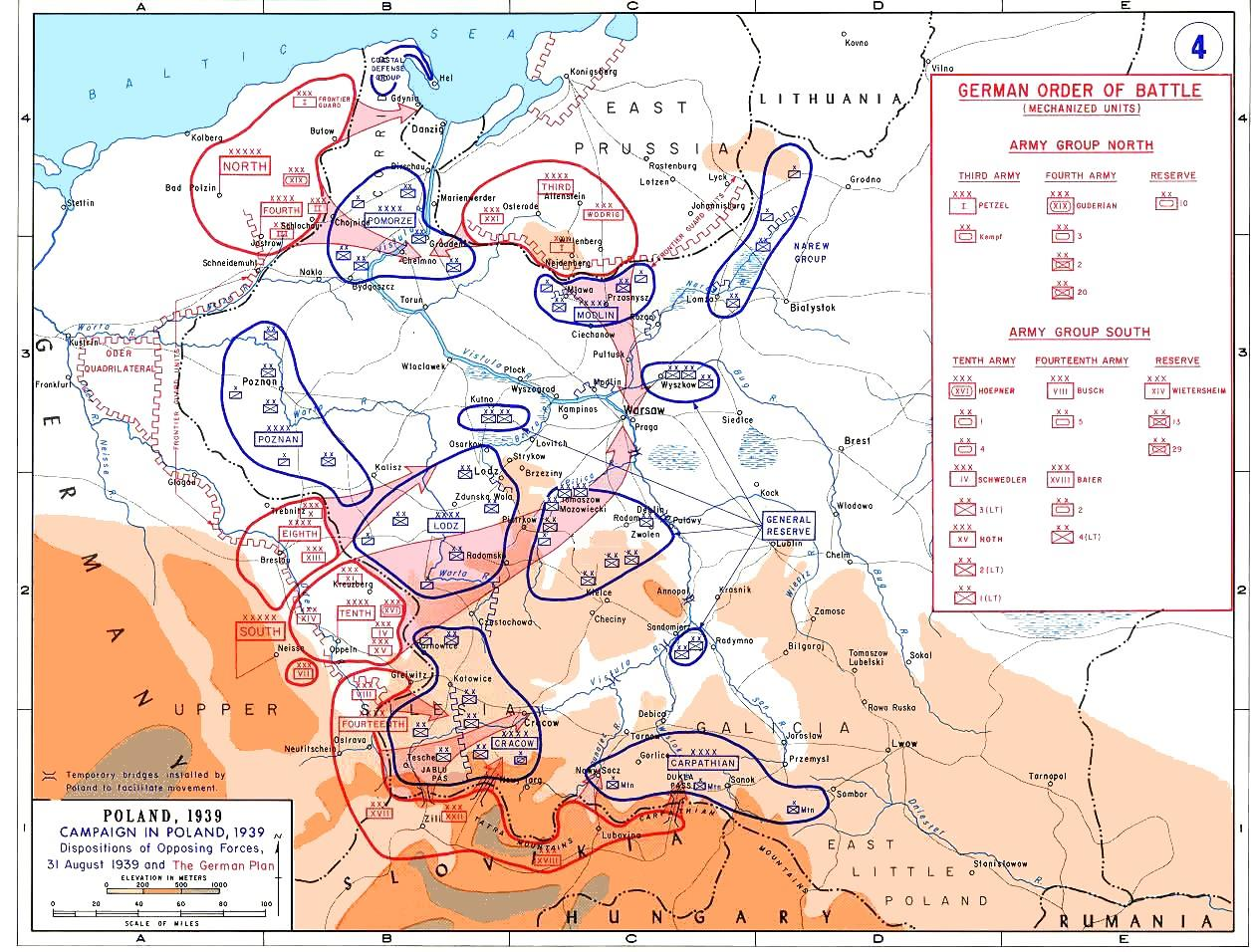
Rozmieszczenie wojsk polskich i niemieckich 31 sierpnia 1939

Wehrmacht 1 września 1939

## Głównodowodzący
- Naczelny Wódz: Adolf Hitler
- Szef OKW (Naczelnego Dowództwa Wehrmachtu): gen. płk. Wilhelm Keitel
- Szef OKH (Naczelnego Dowództwa Wojska Lądowych): gen. płk Walther von Brauchitsch
- Szef OKL (Naczelnego Dowództwa Sił Powietrznych): feldmarsz. Hermann Göring
- Szef OKM (Naczelnego Dowództwa Marynarki Wojennej): wielki adm. Erich Raeder

## Siły niemieckie na wschodzie, 1 września 1939

### Wojska lądowe
| GA                                   | Armie                                                                   | Korpusy                                                                 | Dywizje                               |
| ------------------------------------ | ----------------------------------------------------------------------- | ----------------------------------------------------------------------- | ------------------------------------- |
| Grupa Armii Północ                   | 3 Armia                                                                 | I Korpus Armijny                                                        | 11 Dywizja Piechoty                   |
| Grupa Armii Północ                   | 3 Armia                                                                 | I Korpus Armijny                                                        | 61 Dywizja Piechoty                   |
| Grupa Armii Północ                   | 3 Armia                                                                 | I Korpus Armijny                                                        | Dywizja Pancerna Kempf                |
| Grupa Armii Północ                   | 3 Armia                                                                 | I Korpus Armijny                                                        | 21 odcinek SG                         |
| Grupa Armii Północ                   | 3 Armia                                                                 | XXI Korpus Armijny                                                      | 21 Dywizja Piechoty                   |
| Grupa Armii Północ                   | 3 Armia                                                                 | XXI Korpus Armijny                                                      | 228 Dywizja Piechoty                  |
| Grupa Armii Północ                   | 3 Armia                                                                 | XXI Korpus Armijny                                                      | 1 odcinek SG                          |
| Grupa Armii Północ                   | 3 Armia                                                                 | Korpus Armijny„Wodrig”                                                  | 1 Dywizja Piechoty                    |
| Grupa Armii Północ                   | 3 Armia                                                                 | Korpus Armijny„Wodrig”                                                  | 12 Dywizja Piechoty                   |
| Grupa Armii Północ                   | 3 Armia                                                                 | Korpus Armijny„Wodrig”                                                  | 31 odcinek SG                         |
| Grupa Armii Północ                   | 3 Armia                                                                 | GO „Brand”                                                              | Brygada Piechoty „Gołdap”             |
| Grupa Armii Północ                   | 3 Armia                                                                 | GO „Brand”                                                              | Dowództwo Forteczne Lotzen            |
| Grupa Armii Północ                   | 3 Armia                                                                 | GO „Brand”                                                              | 41 odcinek SG                         |
| Grupa Armii Północ                   | 3 Armia                                                                 | GO „Brand”                                                              | 61 odcinek SG                         |
| Grupa Armii Północ                   | 3 Armia                                                                 | Odwody 3 Armii (jednostki bezpośrednio podporządkowane 3 A)             | 217 Dywizja Piechoty                  |
| Grupa Armii Północ                   | 3 Armia                                                                 | Odwody 3 Armii (jednostki bezpośrednio podporządkowane 3 A)             | 1 Brygada Kawalerii                   |
| Grupa Armii Północ                   | 3 Armia                                                                 | Odwody 3 Armii (jednostki bezpośrednio podporządkowane 3 A)             | Grupa Bojowa „Danzig”                 |
| Grupa Armii Północ                   | 3 Armia                                                                 | Odwody 3 Armii (jednostki bezpośrednio podporządkowane 3 A)             | 15 odcinek SG                         |
| Grupa Armii Północ                   | 4 Armia                                                                 | II Korpus Armijny                                                       | 3 Dywizja Piechoty                    |
| Grupa Armii Północ                   | 4 Armia                                                                 | II Korpus Armijny                                                       | 32 Dywizja Piechoty                   |
| Grupa Armii Północ                   | 4 Armia                                                                 | III Korpus Armijny                                                      | 50 Dywizja Piechoty                   |
| Grupa Armii Północ                   | 4 Armia                                                                 | III Korpus Armijny                                                      | Brygada Piechoty "Netze"              |
| Grupa Armii Północ                   | 4 Armia                                                                 | XIX Korpus Armijny                                                      | 3 Dywizja Pancerna                    |
| Grupa Armii Północ                   | 4 Armia                                                                 | XIX Korpus Armijny                                                      | 2 Dywizja Piechoty                    |
| Grupa Armii Północ                   | 4 Armia                                                                 | XIX Korpus Armijny                                                      | 20 Dywizja Piechoty                   |
| Grupa Armii Północ                   | 4 Armia                                                                 | I Korpus SG (1 odcinek WOP)                                             | 207 Dywizja Piechoty                  |
| Grupa Armii Północ                   | 4 Armia                                                                 | Odwody 4 Armii (jednostki bezpośrednio podporządkowane 4 A)             | 23 Dywizja Piechoty                   |
| Grupa Armii Północ                   | 4 Armia                                                                 | Odwody 4 Armii (jednostki bezpośrednio podporządkowane 4 A)             | 218 Dywizja Piechoty                  |
| Grupa Armii Północ                   | Odwody GA „Północ” (jednostki bezpośrednio podporządkowane GA „Północ”) | Odwody GA „Północ” (jednostki bezpośrednio podporządkowane GA „Północ”) | 73 Dywizja Piechoty                   |
| Grupa Armii Północ                   | Odwody GA „Północ” (jednostki bezpośrednio podporządkowane GA „Północ”) | Odwody GA „Północ” (jednostki bezpośrednio podporządkowane GA „Północ”) | 206 Dywizja Piechoty                  |
| Grupa Armii Północ                   | Odwody GA „Północ” (jednostki bezpośrednio podporządkowane GA „Północ”) | Odwody GA „Północ” (jednostki bezpośrednio podporządkowane GA „Północ”) | 208 Dywizja Piechoty                  |
| Grupa Armii Północ                   | Odwody GA „Północ” (jednostki bezpośrednio podporządkowane GA „Północ”) | Odwody GA „Północ” (jednostki bezpośrednio podporządkowane GA „Północ”) | 10 Dywizja Pancerna                   |
| Grupa Armii Południe                 | 8 Armia                                                                 | X Korpus Armijny                                                        | 24 Dywizja Piechoty                   |
| Grupa Armii Południe                 | 8 Armia                                                                 | XIII Korpus Armijny                                                     | 10 Dywizja Piechoty                   |
| Grupa Armii Południe                 | 8 Armia                                                                 | XIII Korpus Armijny                                                     | 17 Dywizja Piechoty                   |
| Grupa Armii Południe                 | 8 Armia                                                                 | XIII Korpus Armijny                                                     | pp SS "Leibstandarte SS Adolf Hitler" |
| Grupa Armii Południe                 | 8 Armia                                                                 | Odwody 8 Armii (jednostki bezpośrednio podporządkowane 8 A)             | 30 Dywizja Piechoty                   |
| Grupa Armii Południe                 | 8 Armia                                                                 | Odwody 8 Armii (jednostki bezpośrednio podporządkowane 8 A)             | 13 Dowództwo Regionalne SG            |
| Grupa Armii Południe                 | 8 Armia                                                                 | Odwody 8 Armii (jednostki bezpośrednio podporządkowane 8 A)             | 14 Dowództwo Regionalne SG            |
| Grupa Armii Południe                 | 10 Armia                                                                | IV Korpus Armijny                                                       | 4 Dywizja Piechoty                    |
| Grupa Armii Południe                 | 10 Armia                                                                | IV Korpus Armijny                                                       | 46 Dywizja Piechoty                   |
| Grupa Armii Południe                 | 10 Armia                                                                | XI Korpus Armijny                                                       | 18 Dywizja Piechoty                   |
| Grupa Armii Południe                 | 10 Armia                                                                | XI Korpus Armijny                                                       | 19 Dywizja Piechoty                   |
| Grupa Armii Południe                 | 10 Armia                                                                | XIV Korpus Armijny                                                      | 13 Dywizja Piechoty                   |
| Grupa Armii Południe                 | 10 Armia                                                                | XIV Korpus Armijny                                                      | 29 Dywizja Piechoty                   |
| Grupa Armii Południe                 | 10 Armia                                                                | XV Korpus Armijny                                                       | 2 Dywizja Lekka                       |
| Grupa Armii Południe                 | 10 Armia                                                                | XV Korpus Armijny                                                       | 3 Dywizja Lekka                       |
| Grupa Armii Południe                 | 10 Armia                                                                | XVI Korpus Armijny                                                      | 1 Dywizja Pancerna                    |
| Grupa Armii Południe                 | 10 Armia                                                                | XVI Korpus Armijny                                                      | 4 Dywizja Pancerna                    |
| Grupa Armii Południe                 | 10 Armia                                                                | XVI Korpus Armijny                                                      | 14 Dywizja Piechoty                   |
| Grupa Armii Południe                 | 10 Armia                                                                | XVI Korpus Armijny                                                      | 31 Dywizja Piechoty                   |
| Grupa Armii Południe                 | 10 Armia                                                                | Odwody 10 Armii (jednostki bezpośrednio podporządkowane 10 A)           | 1 Dywizja Lekka                       |
| Grupa Armii Południe                 | 14 Armia                                                                | VIII Korpus Armijny                                                     | 5 Dywizja Pancerna                    |
| Grupa Armii Południe                 | 14 Armia                                                                | VIII Korpus Armijny                                                     | 8 Dywizja Piechoty                    |
| Grupa Armii Południe                 | 14 Armia                                                                | VIII Korpus Armijny                                                     | 28 Dywizja Piechoty                   |
| Grupa Armii Południe                 | 14 Armia                                                                | VIII Korpus Armijny                                                     | 239 Dywizja Piechoty                  |
| Grupa Armii Południe                 | 14 Armia                                                                | VIII Korpus Armijny                                                     | 3 Dowództwo Regionalne SG             |
| Grupa Armii Południe                 | 14 Armia                                                                | VIII Korpus Armijny                                                     | pułk SS "Germania"                    |
| Grupa Armii Południe                 | 14 Armia                                                                | XVII Korpus Armijny                                                     | 7 Dywizja Piechoty                    |
| Grupa Armii Południe                 | 14 Armia                                                                | XVII Korpus Armijny                                                     | 44 Dywizja Piechoty                   |
| Grupa Armii Południe                 | 14 Armia                                                                | XVII Korpus Armijny                                                     | 45 Dywizja Piechoty                   |
| Grupa Armii Południe                 | 14 Armia                                                                | XVIII Korpus Armijny                                                    | 2 Dywizja Pancerna                    |
| Grupa Armii Południe                 | 14 Armia                                                                | XVIII Korpus Armijny                                                    | 4 Dywizja Lekka                       |
| Grupa Armii Południe                 | 14 Armia                                                                | XVIII Korpus Armijny                                                    | 3 Dywizja Strzelców Górskich          |
| Grupa Armii Południe                 | Odwód GA                                                                | VII Korpus Armijny                                                      | 27 Dywizja Piechoty                   |
| Grupa Armii Południe                 | Odwód GA                                                                | VII Korpus Armijny                                                      | 27 Dywizja Piechoty                   |
| Grupa Armii Południe                 | Odwód GA                                                                | VII Korpus Armijny                                                      | 62 Dywizja Piechoty                   |
| Grupa Armii Południe                 | Odwód GA                                                                | VII Korpus Armijny                                                      | 239 Dywizja Piechoty                  |
| Odwody Oberkommando des Heeres (OKH) | Odwody Oberkommando des Heeres (OKH)                                    | XXII Korpus Armijny                                                     | 2 Dywizja Pancerna                    |
| Odwody Oberkommando des Heeres (OKH) | Odwody Oberkommando des Heeres (OKH)                                    | XXII Korpus Armijny                                                     | 4 Dywizja Lekka                       |
| Odwody Oberkommando des Heeres (OKH) | Odwody Oberkommando des Heeres (OKH)                                    | 1 Dywizja Strzelców Górskich                                            |                                       |
| Odwody Oberkommando des Heeres (OKH) | Odwody Oberkommando des Heeres (OKH)                                    | 2 Dywizja Strzelców Górskich                                            |                                       |
| Odwody Oberkommando des Heeres (OKH) | Odwody Oberkommando des Heeres (OKH)                                    | 56 Dywizja Piechoty                                                     |                                       |
| Odwody Oberkommando des Heeres (OKH) | Odwody Oberkommando des Heeres (OKH)                                    | 57 Dywizja Piechoty                                                     |                                       |
| Odwody Oberkommando des Heeres (OKH) | Odwody Oberkommando des Heeres (OKH)                                    | 252 Dywizja Piechoty                                                    |                                       |
| Odwody Oberkommando des Heeres (OKH) | Odwody Oberkommando des Heeres (OKH)                                    | 257 Dywizja Piechoty                                                    |                                       |
| Odwody Oberkommando des Heeres (OKH) | Odwody Oberkommando des Heeres (OKH)                                    | 258 Dywizja Piechoty                                                    |                                       |

### Lotnictwo
| Floty              | Dywizje/ Okęgi                          | Pułki                               |
| ------------------ | --------------------------------------- | ----------------------------------- |
| 4 Flota Powietrzna | 2 Dywizja Lotnicza                      | 77 pułk lotnictwa bombowego         |
| 4 Flota Powietrzna | 2 Dywizja Lotnicza                      | 2 szkolny pułk lotnictw bombowego   |
| 4 Flota Powietrzna | 2 Dywizja Lotnicza                      | 1/2 pułku lotnictw myśliwskiego     |
| 4 Flota Powietrzna | VIII Okręg Lotniczy „Breslau”           |                                     |
| 4 Flota Powietrzna |                                         |                                     |
| 4 Flota Powietrzna | 76 pułk lotnictwa bombowego             |                                     |
| 4 Flota Powietrzna | 7 Dywizja Lotnicza(powietrznodesantowa) | 1 pułk powietrznodesantowy          |
| 4 Flota Powietrzna | 7 Dywizja Lotnicza(powietrznodesantowa) | I/ 2 pułku powietrznodesantowego    |
| 4 Flota Powietrzna | 7 Dywizja Lotnicza(powietrznodesantowa) | I dywizjon lotnictwa transportowego |
| 4 Flota Powietrzna | 7 Dywizja Lotnicza(powietrznodesantowa) | I dywizjon lotnictwa transportowego |
|                    |                                         |                                     |

### Siły Morskie Wschód
Dowódca: gen. adm. Conrad Albrecht
- Pancernik „Schleswig-Holstein”
- 3 Flotylla Okrętów Podwodnych
- 5 Flotylla Okrętów Podwodnych
- 1 Flotylla Niszczycieli
- 2 Flotylla Niszczycieli
- 1 Flotylla Ścigaczy
- 1 Flotylla Trałowców
- 3 Flotylla Trałowców
- 1 Flotylla Poławiaczy Min
- 2 Flotylla Poławiaczy Min
- 7 Flotylla Poławiaczy Min
- Flotylla Eskortowa
- 5 Flotylla Torpedowców
- Zaporowy Zespół Doświadczalny
- Szkolna Flotylla Torpedowców
- Lotnictwo Morskie Morza Bałtyckiego

### Armia słowacka
Dowódca: gen. Ferdinand Čatloš
- 1 Dywizja Piechoty "Janošík"
- 2 Dywizja Piechoty "Škultéty"
- 3 Dywizja Piechoty "Razus"
- Grupa Szybka „Kalinčak”

### Łączna liczebność Wehrmachtu
Do ataku na Polskę, Niemcy łącznie przeznaczyli:
- 5 armii
- 18 korpusów
- 42 dywizje piechoty
- 3 dywizje strzelców górskich
- 4 dywizje piechoty zmotoryzowanej
- 4 dywizje lekkie
- 7 dywizji pancernych
- 1 dywizję spadochronową
- 1 brygadę piechoty
- 1 brygadę kawalerii
- 3 zmotoryzowane pułki SS (w tym 1 w składzie Dywizji Pancernej "Kempf")
- wiele innych pułków i batalionów samodzielnych (ppanc., artylerii, rozp., km-ów, jednostek straży granicznej i wojsk obrony krajowej) oraz jednostek improwizowanych.
- 3 słowackie dywizje piechoty
- 1 słowacką grupę (~brygadę) zmotoryzowaną

Łączna liczba żołnierzy wynosiła ok. 1 850 000, z czego ok. 1 516 000 łącznie w GA Północ i GA Południe

### Wyposażenie Wehrmachtu
Grupy Armii Północ i Południe posiadały 1 września 1939:
- 2696 czołgów:
  - 3 Armia - 240
  - 4 Armia - 391
  - 8 Armia - 74
  - 10 Armia - 1118
  - 14 Armia - 719
  - Odwód GA Północ - 154
- ok. 1300 samochodów pancernych
- ok. 7200 dział polowych
- ok. 9000 granatników i moździerzy
- ok. 7450 dział przeciwpancernych
- ok. 52 tys. karabinów maszynowych
- Transport w postaci:
  - ok. 363 tys. koni
  - ok. 74 tys. pojazdów konnych
  - ok. 85 tys. ciężarówek
  - ok. 40 tys. samochodów
  - ok. 62 tys. motocykli
  - ok. 25 tys. przyczep

Luftwaffe wydzieliło do ataku na Polskę:
- 543 myśliwce
- 835 bombowców
- 315 bombowców nurkujących
- 39 samolotów szturmowych
- 462 samoloty rozpoznawcze
- 545 samolotów transportowych

Kriegsmarine przeznaczyło do ataku na Polskę:
- 1 pancernik szkolny "Schleswig-Holstein"
- 4 lekkie krążowniki: "Leipzig", "Nurnberg", "Königsberg", "Köln"
- 10 niszczycieli: "Lebrecht Maaß", "Georg Thiele", "Richard Beitzen", "Bruno Heinemann", "Wolfgang Zenker", "Hans Lüdemann", "Bernd von Arnim", "Friedrich Ihn", "Erich Steinbrinck", "Friedrich Eckoldt"
- 10 okrętów podwodnych: typu IIA (U-5, U-6), typu IIB (U-7, U-14, U-18, U-22), typu IIC (U-57), typu VIIA (U-31, U-32, U-35)
- 8 ścigaczy
- 9 torpedowców
- 20 poławiaczy min
- 16 trałowców
- 5 stawiaczy min
- 4 eskortowce
- 2 okręty artyleryjskie
- okręty szkolne i pomocnicze
- 56 samolotów lotnictwa morskiego

Źródła:
- Kampania 1939 roku. Paweł Piotr Wieczorkiewicz. Krajowa Agencja Wydawnicza, Warszawa, 2001
- Historia Drugiej Wojny Światowej 1939-1945. Antoni Czubiński. Dom Wydawniczy Rebis, Poznań, 2004
- Axis History Factbook, https://archive.is/20120721112253/http://www.axishistory.com/index.php?id=6464
- Panzertruppen Vol. I 1933-1942. Thomas L. Jentz. Schiffer Publishing, Atglen, 1996
- The German Campaign in Poland (1939). Robert M. Kennedy. Department of the US Army, Washington, 1956

## Siły niemieckie na Zachodzie 1 września 1939

### Grupa Armii „C”
Dowódca: gen. płk. Wilhelm von Leeb

#### 5 Armia
- d-ca gen. piechoty Kurt Liebmann
  - 27 Korpus Armijny
    - 16 Dywizja Piechoty
    - 69 Dywizja Piechoty
    - 211 Dywizja Piechoty
    - 216 Dywizja Piechoty

  - Dowództwo Regionalne Straży Granicznej „Eifel”
    - 26 Dywizja Piechoty
    - 86 Dywizja Piechoty
    - 227 Dywizja Piechoty

  - 5 Korpus Armijny
    - 22 Dywizja Piechoty
    - 225 Dywizja Piechoty

  - 6 Korpus Armijny
    - Straż graniczna i artyleria

  - 30 Korpus Armijny
    - Straż graniczna i artyleria

  - Odwód 5 Armii
    - 58 Dywizja Piechoty
    - 87 Dywizja Piechoty

#### 1 Armia
- d-ca gen. piechoty Erwin von Witzleben
  - 12 Korpus Armijny
    - 15 Dywizja Piechoty
    - 34 Dywizja Piechoty
    - 52 Dywizja Piechoty
    - 79 Dywizja Piechoty

  - Dowództwo Regionalne Straży Granicznej „Saarpfalz”
    - 6 Dywizja Piechoty
    - 9 Dywizja Piechoty
    - 36 Dywizja Piechoty

  - 9 Korpus Armijny
    - 25 Dywizja Piechoty
    - 33 Dywizja Piechoty
    - 71 Dywizja Piechoty

  - Odwód 1 Armii
    - 75 Dywizja Piechoty
    - 209 Dywizja Piechoty
    - 214 Dywizja Piechoty
    - 223 Dywizja Piechoty
    - 231 Dywizja Piechoty
    - 246 Dywizja Piechoty

#### 7 Armia
- d-ca gen. płk. Friedrich Dollmann
  - Dowództwo Regionalne Straży Granicznej „Oberrhein”
    - 14 Dywizja Obrony Krajowej
    - 5 Dywizja Piechoty
    - 35 Dywizja Piechoty
    - Zmotoryzowany Pułk SS „Der Führer”

  - Odwód 7 Armii
    - 78 Dywizja Piechoty
    - 212 Dywizja Piechoty
    - 215 Dywizja Piechoty

#### Odwód Grupy Armii „C”
- - 76 Dywizja Piechoty

### OdwodyOKH
- 11 dywizji piechoty (251., 253., 254., 255., 256., 260., 262., 263., 267., 268., 269.)

Razem45 dywizji piechoty i pułk zmotoryzowany SS